# Arjonilla
Arjonilla là một đô thị trong tỉnh Jaén, Tây Ban Nha. Theo điều tra dân số 2006 (INE), đô thị này có dân số là 3908 người.
37°58′B 4°6′T / 37,967°B 4,1°T